# Jean Luchaire
Jean Louis Gabriel Luchaire (Siena, 21 luglio 1901 – Fort de Châtillon, 22 febbraio 1946) è stato un giornalista ed editore di giornali francese.
Pacifista nel periodo tra le due guerre, il suo nome rimane associato alla politica collaborazionista a causa del suo ruolo durante l'occupazione nazista.

## Biografia
Figlio dello scrittore Julien Luchaire e nipote per parte di madre del filosofo Lionel Dauriac, sposò a 19 anni Françoise Besnard (1903-1998), figlia del pittore Robert Besnard. Da questo matrimonio nacquero cinque figli: Corinne (1921-1950), attrice, Robert (1922-1998), scenografo, Monique (1925), Florence (1926-1982), attrice e ballerina, e Jean-François (1929), morto alla nascita. Jean Luchaire collezionò avventure femminili, in particolare con attrici come Marie Bell, Josseline Gaël, Geneviève Boucher-Fath (moglie dello stilista Jacques Fath), Mireille Balin, Yvette Lebon e Madeleine Sacquard, alias Maud de Belleroche.

### Promotore delle relazioni franco-tedesche dal pacifismo alla collaborazione
Dopo aver assistito all'ascesa del fascismo in Italia, si dedicò al giornalismo in Francia. Si oppose al trattato di Versailles, che riteneva ingiusto per la Germania, da posizioni di sinistra si fece presto promotore di un riavvicinamento tra la Francia e la Germania, sostenne la politica estera intrapresa da Aristide Briand, nel 1927 fondò il mensile Notre temps che sosteneva una forma di pacifismo ragionato e costruttivo
 
e nel 1932 diede il suo sostegno a Léon Blum.
Nel 1930 Luchaire aveva conosciuto Otto Abetz, all'epoca socialdemocratico. In collegamento con quest'ultimo, la redazione di Notre temps partecipò agli incontri franco-tedeschi del Sohlberg nella Foresta Nera (luglio-agosto 1930), di Rethel nelle Ardenne (agosto 1931) e di Magonza (marzo 1932)
. 
Da questi incontri nacque un "Comitato d'intesa dei giovani per il ravvicinamento franco-tedesco", presieduto da Jean Luchaire. Nel 1933, nonostante il cambio di regime intervenuto in Germania, Luchaire si ostinava nella convinzione che l'instaurazione di una pace definitiva passasse attraverso una politica di conciliazione tra i due paesi. Scriveva infatti nel 1933: "Europei, dobbiamo trattare con i governi europei qualunque essi siano. [...] Stresemann era più simpatico di Hitler, ma Hitler è la Germania. [...] Inoltre, ciò che conta essenzialmente ai nostri occhi è la pace. La libertà è il bene più prezioso solo a condizione di vivere».

### Collaborazionista nell'occupazione
La disfatta della Francia nella battaglia del 1940 avvicinò ancora di più Luchaire e Abetz, diventato allora ambasciatore del Terzo Reich a Parigi. 
Nel novembre 1940, Luchaire fondò il giornale collaborazionista Les Nouveaux Temps
. 
Fedele al governo di Vichy, divenne presidente dell'Associazione della stampa parigina nel 1941 e presiedette la Corporation nationale de la presse française, organismo che imponeva a tutti i piccoli giornali a caccia di finanziamenti un editore del clan Luchaire ed essendo controllato da un commissario del governo nella persona del medesimo Jean Luchaire concentrava nelle sue mani il controllo ideologico di tutta la stampa collaborazionista nella zona occupata.
Due giorni dopo l'esecuzione di Georges Mandel - politico di destra, ma fortemente antinazista il 7 luglio 1944, Luchaire firmava (con l'ammiraglio Platon, Déat, Brinon, ecc.) una dichiarazione comune (detta «appello dei 29») indirizzata a Pétain, volta a rimettere in discussione Pierre Laval, giudicato troppo tiepido di fronte all'offensiva anglo-americana in Normandia, chiedendo un governo formato da «personalità indiscutibili».
Pochi giorni prima della liberazione di Parigi (agosto 1944), si rifugiò, con Déat e Brinon, a Sigmaringen, dove Philippe Pétain era stato trasferito dai tedeschi. Nominato Commissario all'Informazione nella Commissione governativa per la difesa degli interessi francesi, presieduta da Fernand de Brinon, creò e diresse, in questa veste, La France, quotidiano in lingua francese destinato agli esuli di Sigmaringen, che uscirà fino al marzo 1945, e anche una radio, Ici la France.
Dopo la sconfitta della Germania e la fuga da Sigmaringen nell'aprile 1945, Luchaire tentò, senza successo, di ottenere l'asilo politico in Liechtenstein e in Svizzera con la sua famiglia e Marcel Déat. Fu arrestato dagli americani nelle Alpi italiane, a Merano, a metà maggio 1945 e poi consegnato ai francesi.
Riportato a Parigi, fu processato per collaborazione con il nemico davanti all'Alta Corte di giustizia nel gennaio 1946. Fu condannato a morte, nonostante la testimonianza in suo favore di Otto Abetz (che fu condannato a vent'anni di lavori forzati nel 1949), e fu giustiziato il 22 febbraio al forte di Châtillon, al fianco di un ex ispettore dei Renseignements généraux.

### Sull'attività di Luchaire durante l'occupazione
- Claude Lévy, Les Nouveaux Temps et l'Idéologie de la collaboration, Librairie Armand Colin et Fondation Nationale des Sciences Politiques, 1974
- Henry Rousso, Un château en Allemagne, Sigmaringen 1944-1945, Ramsay, 1980 (ISBN 2-85956-146-3). Nuova edizione 1999 con il titolo Pétain et la Fin de la collaboration : Sigmaringen 1944-1945, éditions Complexe (ISBN 2-87027-138-7)
- Cédric Meletta, Jean Luchaire. L'enfant perdu des années sombres (1901-1946), Paris, Perrin, 2013.

### Sul processo
- Quatre procès de trahison devant la Cour de justice de Paris : Paquis, Bucard, Luchaire, Brasillach. Réquisitoires et Plaidoiries, Paris, Les Éditions de Paris, 1947.
- Les Procès de collaboration : Fernand de Brinon, Joseph Darnand, Jean Luchaire. Compte rendu sténographique, Paris, Albin Michel, 1948.